# لانا هيردل
لانا تي هيردل  هي موظفة عامة أمريكية شغلت منصب القائم بأعمال وزير النقل الأمريكي في إدارة بايدن . عملت هيردل بصفة مؤقتة حتى تم تثبيتها من قبل ادارة بايدن،وقد رشحها بيت بوتيجيج ، من قبل مجلس الشيوخ الأمريكي .  تشغل هيردل منصب نائب مساعد وزير الخارجية للميزانية والبرامج في وزارة النقل. 